# Elena Iparraguirre
Elena Albertina Iparraguirre Revoredo (Ica, 14 september 1947), ook bekend onder haar pseudoniem kameraad Mirjam (camarada Míriam) is een Peruaans terrorist. Ze was een prominent lid van het Lichtend Pad. 

## Lichtend Pad
Iparraguirre groeide op in een middenklassegezin. Ze studeerde in Lima en in Parijs, trouwde en kreeg twee dochters. Ze werd aangetrokken door de ideeën van het Lichtend Pad, naar eigen zeggen doordat het Christendom haar had geleerd om onder alle omstandigheden zuiver in de leer te blijven. Ze raakte geïnspireerd door Christenen die hun geloof vasthielden, zelfs als ze voor de leeuwen werden geworpen. In 1973 ontmoette ze bij een college over de geschiedenis van de Communistische Partij voor het eerst Abimeal Guzmán, oprichter en leider van het Lichtend Pad. Hij trad toen op als docent. Iparraguirre raakte sterk van hem onder de indruk. Uiteindelijk verliet ze eind jaren zeventig haar gezin om zich in de illegaliteit van het Lichtend Pad te begeven. Ze had analytisch inzicht en talent voor organiseren, waardoor ze al snel een prominente positie kreeg.
In 1992 werd Iparraguirre samen met Abimael Guzmán en nog zeven andere prominenten van het Lichtend Pad, te Lima gearresteerd. Ze werd door een geheime militaire rechtbank veroordeeld tot levenslange gevangenisstraf. In november 2004 volgde er een nieuw proces voor een burgerlijke rechtbank, omdat het militaire proces ongrondwettelijk was geweest. Dit nieuwe proces eindigde echter in een chaos: kaderleden van het Lichtend Pad riepen communistische leuzen naar de perstribune, twee rechters verschoonden zich van de zaak, en het proces leidde niet tot een uitspraak. Een derde proces leidde op 13 oktober 2006 tot een nieuwe veroordeling tot levenslange gevangenisstraf op grond van moord en terrorisme.

## Huwelijk in gevangenschap
In 2010, tijdens haar gevangenschap, trouwde Iparraguirre met de eveneens in gevangenschap verblijvende Abimael Guzmán. Dit huwelijk werd door veel Peruanen beschouwd als een "bloedhuwelijk" (boda de sangre), door de opmerkelijke voorgeschiedenis ervan. Toen Iparraguirre Guzmán in de jaren zeventig ontmoette, was hij getrouwd met Augusta La Torre, die destijds de nummer twee was van het Lichtend Pad. In 1988 stierf zij onder omstandigheden die nooit zijn opgehelderd, en Iparraguirre nam haar positie in de organisatie over. Pas 23 jaar later, in 2010, werd La Torre wettelijk dood verklaard. Guzmán kon toen hertrouwen, wat hij in datzelfde jaar deed met Iparraguirre. Om dat te kunnen doen was er eerst een korte hongerstaking door hen beiden nodig, omdat het gevangenisregime hen niet toestond om contact te hebben. In april 2010 gaf president Alan García hen toestemming om te trouwen, omdat naar zijn mening hun fundamentele rechten ze niet waren ontnomen door de veroordeling. Het huwelijk betekende echter niet dat ze elkaar daarna nog konden ontmoeten, want het regime voor levenslang gestraften staat geen echtelijk bezoek toe.